# 930 MBC 뉴스 부산
《930 MBC 뉴스 부산》은 부산MBC TV에서 매주 평일 오전 9시 30분에 방송 중인 부산 지역 뉴스 프로그램이다.

## 개요
부산MBC 930 뉴스로 읽는다.

## 앵커
| 대수 | 진행자          | 진행 기간                         | 비고  |
| ---- | --------------- | --------------------------------- | ----- |
| 1대  | 정경진 아나운서 | 일자미상 ~ 2021년 6월 11일        |       |
| 2대  | 안희성 아나운서 | 2021년 6월 14일 ~ 2024년 2월 29일 | [ 1 ] |
| 3대  | 정경진 아나운서 | 2024년 3월 4일 ~ 2024년 9월 6일   | [ 2 ] |
| 4대  | 서정모 아나운서 | 2024년 9월 9일 ~ 2025년 3월 14일  | [ 3 ] |
| 5대  | 정경진 아나운서 | 2025년 3월 17일 ~ 현재            | [ 4 ] |

## 기상 캐스터
| 대수 | 진행자            | 진행 기간                   | 비고 |
| ---- | ----------------- | --------------------------- | ---- |
| 1대  | 정민경 기상캐스터 | 일자미상 ~ 2024년 12월 30일 |      |
| 2대  | 정유나 기상캐스터 | 2025년 1월 2일 ~ 현재       |      |

## 편성 변경
- 2024년 2월 20일 : 오전 9시 55분부터 MBC TV 《중계 방송 국회 교섭 단체 대표 연설 - 더불어민주당》 편성으로 인해 10분 확대 편성
- 2024년 2월 21일 : 오전 9시 55분부터 MBC TV 《중계 방송 국회 교섭 단체 대표 연설 - 국민의힘》 편성으로 인해 10분 확대 편성
- 2024년 2월 22일 : 오전 9시 55분부터 MBC TV 《중계 방송 제22대 국회의원 선거 공직 선거 정책 토론회》 편성으로 인해 10분 확대 편성

## 결방
- 2024년 2월 12일 : MBC TV 《설 특선 영화 - 인생은 아름다워》 편성으로 인해 결방

## 경쟁 프로그램
- KBS 뉴스 930 부산 (KBS 부산 1TV)
- KNN 뉴스와 생활경제 (KNN TV)